# Чорлано
Чорла̀но (на италиански: Ciorlano) е село и община в Южна Италия, провинция Казерта, регион Кампания. Разположено е на 330 m надморска височина. Населението на общината е 443 души (към 2010 г.).